# José Fructuoso Rivera

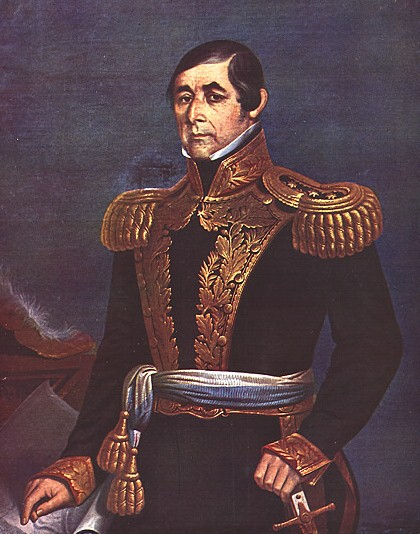
Generaal Fructuoso Rivera.

José Fructuoso Rivera y Toscana (Montevideo, 17 oktober 1784 - Melo, 13 januari 1854) was een Uruguayaans generaal en politicus. Hij was de eerste president van Uruguay. Tevens was hij de oprichter van Coloradopartij, de conservatieve partij van Uruguay. Rivera is voor drie termijnen president geweest: 1830 –1834, 1838–1839 en 1839–1843.

## Voor zijn aantreden als president
Rivera was een van de generalen die tijdens de Argentijnse-Braziliaanse oorlog 1825-1828 hielp bij het verdrijven van de Brazilianen uit de Banda Oriental, het huidige Uruguay. 

## Tijdens zijn presidentstermijnen
Tijdens zijn eerste termijn als president, roeide Rivera alle oorspronkelijke bewoners (de Charrúa) uit. Dit deed hij in 1831, toen de nog overgebleve leden van deze nomadenstam aanwezig waren bij een door hem georganiseerde bijeenkomst, nabij de beek Salsipuedes (letterlijk: Ontsnap-als-je-kan). 

## Trivia
- Het Uruguayaanse departement Rivera en de hoofdstad van dit departement Rivera zijn naar Rivera vernoemd.